# Heterostigma mediterranea
Heterostigma mediterranea is een zakpijpensoort uit de familie van de Pyuridae. De wetenschappelijke naam van de soort is voor het eerst geldig gepubliceerd in 1958 door Pérès.